# Saint-Martin-du-Var
Saint-Martin-du-Var  (in italiano, desueto, San Martino del Varo) è un comune francese di 2 562 abitanti situato nel dipartimento delle Alpi Marittime della regione della Provenza-Alpi-Costa Azzurra.

## Società

### Evoluzione demografica
Abitanti censiti